# محمد عمر (مصارع رياضي)
محمد عمر (بالإنجليزية: Muhammad Umar) (30 أبريل 1975)، مصارع رياضي باكستاني، ولد في 30 أبريل 1975 في جوجرانوالا في باكستان.

## روابط خارجية
- محمد عمر على موقع قاعدة بيانات المصارعة الدولية (الإنجليزية)